# Nová Ves u Nového Města na Moravě
Nová Ves u Nového Města na Moravě – miejscowość i gmina (obec) w Czechach, w kraju Wysoczyna, w powiecie Zdziar nad Sazawą. W 2022 roku liczyła 665 mieszkańców.